# 大気社
株式会社大気社（たいきしゃ、英: Taikisha Ltd. 登記社名: 株式会社大氣社）は、日本の設備工事会社。空調、塗装、衛生設備の設計・監理・施工を行う。
自動車塗装設備は国内首位、世界で2位である。
1971年にタイに拠点を設立して以来、東南アジアや北米など海外展開で先行しており、海外売上比率(2017年3月期の海外売上比率:49.3%)が極めて高い。

## 特徴
- 空調設備工事大手であり、「ビル空調設備」「産業空調設備」「塗装システム」の3つの事業分野をもっている。
- 19ヶ国に36の海外連結子会社を展開している。海外売上比率は約5割で建設業として極めて高い。
- 排気処理や気流制御など、空調設備事業で培ったコア技術をベースに発展してきた「自動車塗装プラント」は世界第2位の売上げである。また、近年では、「植物工場」や「航空機塗装プラント」などの事業にも進出している。

## 沿革
- 1913年（大正2年） 4月10日、合資会社建材社創立 初代社長 上西 威
- 1949年（昭和24年）（合）建材社解散、株式会社建材社 設立
- 1952年（昭和27年） 塗装プラント事業開始
- 1971年（昭和46年） タイ・バンコクに、Thai Kenzaisha Co., Ltd.を設立
- 1973年（昭和48年） 社名を『株式会社大気社』に変更
- 1974年（昭和49年） 東京証券取引所市場第二部に上場
- 1980年（昭和55年） 東京証券取引所市場第一部銘柄に指定替え
- 1981年（昭和56年） 米国・テネシー州ナッシュビルにTKS Industrial Companyを設立
- 1983年（昭和58年） タイ・バンコクにThai Kenzai Trading Co., Ltd.を設立
- 1985年（昭和60年） シンガポールにシンガポール支店、カナダ・トロントにTaikisha Canada Inc.を設立
- 1987年（昭和62年） スペイン・マドリッドにTaikisha España, S.A.を設立
- 1989年（平成元年） 台湾・台北に華氣社股有限公司（Taikisha （Taiwan）Ltd.）、英国・バーミンガムにTaikisha UK Ltd.マレーシア・クアランプールにTaikisha Engineering Sdn. Bhd.を設立
- 1990年（平成2年） インドネシア・ジャカルタにP.T. Taikisha Indonesia Engineering、メキシコ・メキシコシティーにTaikisha de Mexico, S.A. de C.V.を設立
- 1992年（平成4年） 韓国・ソウルに（株）東気TECを設立
- 1994年（平成6年） 中国・北京に五洲大气社工程有限公司を設立
- 1995年（平成7年） インド・ニューデリーにTaikisha Engineering India Pvt. Ltd.、フィリピン・マニラにTaikisha Philippines Inc.を設立、ベトナム・ホーチミンに駐在員事務所を開設
- 1996年（平成8年） ブラジル・サンパウロにTaikisha do Brasil Ltda.を設立
- 1997年（平成9年） 香港に駐在員事務所を開設
- 1998年（平成10年） ベトナム・ハノイにTaikisha Vietnam Engineering Inc.を設立
- 2000年（平成12年） 中国・香港特別行政区に大気社香港有限公司を設立
- 2002年（平成14年） 上海に上海東波大气輸送系統設備有限公司を設立
- 2004年（平成16年） シンガポール支店を閉鎖し、Taikisha （Singapore） Pte. Ltd.、インドネシア・カラワンにP.T. Taikisha Manufacturing Indonesia、天津に天津東椿大气塗装輸送系統設備有限公司を設立
- 2007年（平成19年） 環境システム事業部と塗装システム事業部の2事業部制に改組
- 2009年（平成21年） ロシア・カルーガ市に“Taikisha (R)” LLCを設立
- 2010年（平成22年） 天津に天津大气社塗装系統有限公司を設立
- 2011年（平成23年） カンボジア・プノンペンにTaikisha（Cambodia）Co.,Ltd.を設立
- 2012年（平成24年） 本社を東京都新宿区西新宿2-6-1新宿住友ビルから同区西新宿8-17-1住友不動産新宿グランドタワーに移転

## 事業
- 環境システム事業
  - ビル空調設備：オフィスビルなどの空調設備を設計・施工を行う。オフィスビル・学校・病院・ホテル・美術館・空港ターミナルなどの施設の空調システムの新築・リニューアルをすることで快適な空間を提供する。
  - クリーンルームなどの工場向けの空調設備を設計・施工を行う。電子部品・医薬品・バイオテクノロジーなど、製造過程で高洗浄環境が要求される生産工場や研究施設を対象に、クリーンルームをはじめとした“モノづくり”に最適な空間を提供する。また、公害防止装置などの環境保全装置にも注力している。
- 塗装システム事業

国内自動車メーカー、アメリカ・欧州・中国・インドなど海外の自動車メーカーの大型塗装プラントの設計・施工を行う。塗装プラントの空調施設のみならず、工場全体の設計から建設までトータルのプラントエンジニアリングを提供する。

## 事業所
- 本社
- 環境システム事業部
  - 本部、札幌支店、東北支店、関東支店、東京支社、横浜支店、中部支店、大阪支社、中国支店、九州支店、国際支店
- 塗装システム事業部
  - 本部、第一事業所、名古屋事業所、大阪事業所、オートメーション事業所、搬送事業所
- 研究所
  - 研究開発センター、塗装システム事業部開発部門、座間技術センター

## 海外拠点
- イギリス
- フランス
- ハンガリー
- トルコ
- スペイン
- イタリア
- ロシア
- 中国
  - 北京、上海、深圳、蘇州、天津
- 台湾
  - 台北、新竹
- 韓国
  - ソウル
- タイ
  - バンコク

、バンプリー、ナワナコン、バンカディ、アユタヤ、ランプーン、バンコク、サムットプラカーン
- ベトナム
  - ハノイ、ホーチミン
- カンボジア
  - プノンペン
- フィリピン
- シンガポール
- マレーシア
  - スバン・ジャヤ、ペナン、パタリンジャヤ
- インドネシア
  - ジャカルタ:*カラワン
- インド
  - ハリヤーナー、マハーラーシュトラ
- アメリカ
  - トロイ、コロンバス
- カナダ
- メキシコ
- ブラジル
  - サンパウロ、バラナ
- アルゼンチン

## 関連会社
- サンエス工業（株）
- 日本ノイズコントロール（株）
- 東京大気社サービス（株）
- （株）タニヤマ